# Arholma
Arholma ist eine Insel im nördlichen Stockholmer Schärengarten. Sie liegt in der Gemeinde Norrtälje.

## Geschichte
Arholma wurde das erste Mal im 13. Jahrhundert, als Teil von König Waldemars Segelroute, erwähnt. Die Insel wurde seit dem Mittelalter, zumindest periodenweise, bewohnt. Die früheren Einwohner lebten überwiegend von der Jagd auf Robben und Seevögel. Ab Mitte des 16. Jahrhunderts gab es auf der Insel ein Dorf und ab 1650 7 Ländereien.
Auf Arholma findet man nach wie vor viele Reste ursprünglicher Schärengartenbauten. Die meisten stammen aus dem 19. Jahrhundert. Zu diesen zählen zum Beispiel Västbergs, Södergård, Bull-Augusts Gård und Simesgården. Auf der Insel befindet sich ein altes Seezeichen aus dem Jahre 1768.
Das alte Bootshaus in Österhamn ist ähnlich gebaut wie viele andere in Stockholms Skärgård. Alle anderen alten Häuser wurden während der Russischen Verwüstungen im Jahr 1719 niedergebrannt.
Die hochgelegene Kirche von Arholma, welche im Jahr 1928 gebaut wurde, nannte man während der ersten Jahre Michaelskirche. Im Innenraum der Kirche befinden sich viele kunstvolle Malereien, die von dem Künstler Harald Lindberg angefertigt wurden.
Vor 1928 war das Gebäude eine Missionskapelle im Kronobergbergsparken auf Kungsholmen in Stockholm. Damals wurde diese Missionshütte auf Kungsholmen genannt.
Viele der ehemaligen Bewohner waren einfache Fischer, die nebenbei noch ein wenig Landwirtschaft betrieben. Die meisten von ihnen besaßen ihr eigenes Boot. Die Häuser dieser frühen Einwohner lagen überwiegend in Österhamn oder auf der nahe liegenden Insel Björkö.
Am Anfang des 20. Jahrhunderts wurde der Fischfang zunehmend unlukrativer. Zu dieser Zeit begann sich die Insel zu einem begehrten Ausflugsziel für die Stockholmer Bevölkerung zu entwickeln. In der ersten Zeit mieteten sich die Sommergäste in Pensionen ein, doch schon wenig später begannen diese, Häuser und Wohnungen anzukaufen, die zum Verkauf standen.
Im Jahr 1963 begann die Skärgårdsstiftelsen (deutsch Schärengartenstiftung) von Stockholm, auf Arholma Ländereien anzukaufen. Diese dienten dann dazu, auf traditionelle Weise Forst- und Landwirtschaft zu betreiben. Ab 2007 gehörten dieser Stiftung etwa 25 Prozent der gesamten Fläche von Arholma. 1984 machte die Stiftung den Bull-August Gård zu einer Herberge, die dann verpachtet wurde. Die heutigen Betreiber sind Jeannette und Thomas Andersson.
Heute leben etwa 40 Einwohner auf der Insel. Im Sommer steigt diese Zahl, aufgrund der vielen Gäste, auf über 500.

## Natur
Der größte Teil der Insel ist ein Naturreservat. Die offene Kulturlandschaft ist geprägt von kleinen landwirtschaftlichen Betrieben und weidenden Tieren. Im nördlichen Teil von Arholma gibt es einen naturbelassenen alten Tannenwald.
Auf und um die Insel herum hat man gute Chancen, Seeadler zu beobachten. Der Name Arnholma beinhaltet Arn. Dies ist eine alte Bezeichnung für Örn (deutsch Adler).

## Batterie Arholma

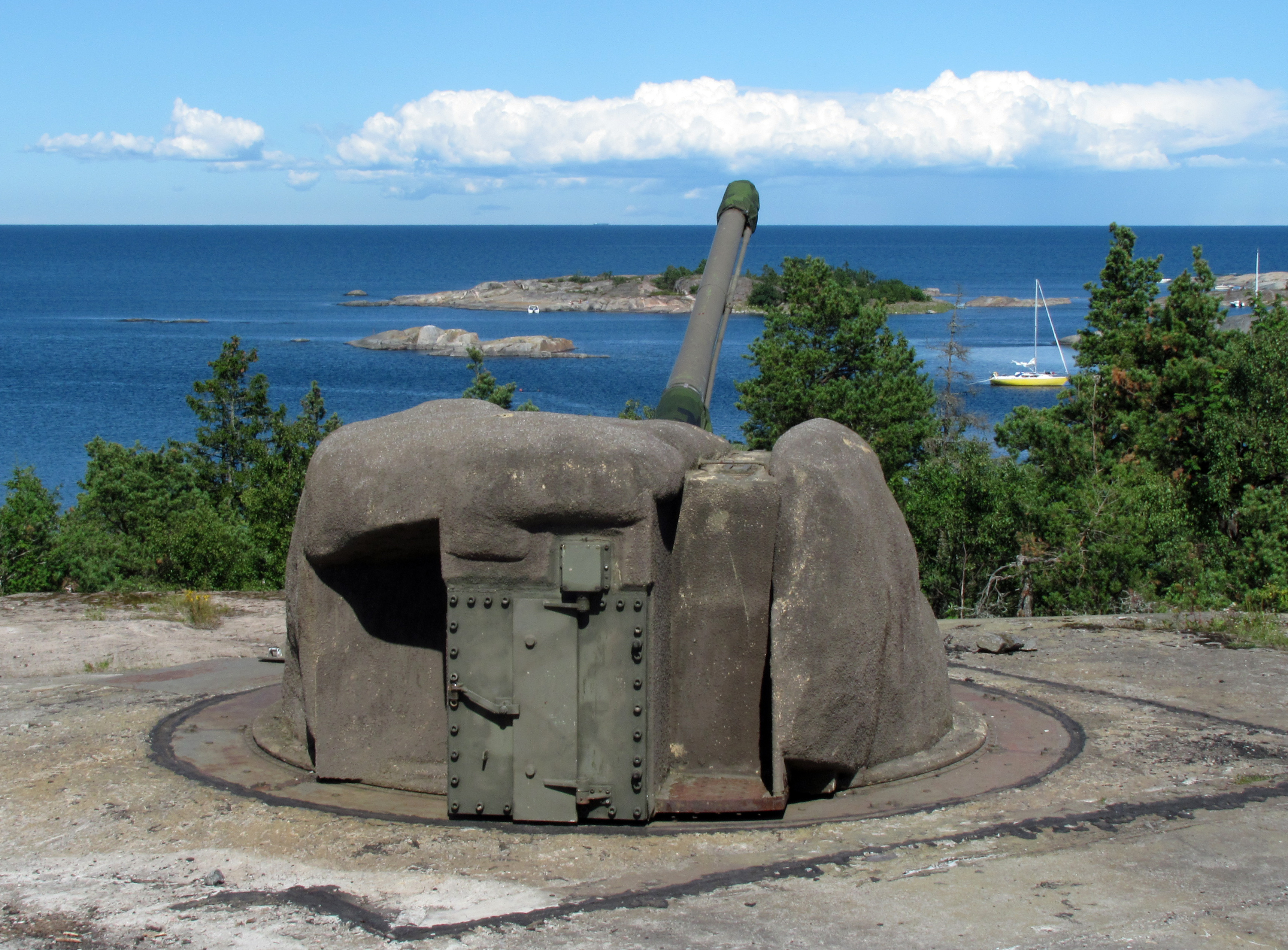
Die Kanonen von Arholma nach Nordosten ausgerichtet

Arholma war Teil eines militärischen Sperrgebietes, welches sich auf Muskö befand. In diesem Gebiet war der Zutritt für Ausländer untersagt. Die Küste mit ihren vielen Klippen auf dem nördlichen Teil der Insel war Standort für einen Teil von Schwedens Küstenstreitkräften. Die Stellung der Batterie wurde zu ihrer Zeit in den Berg gesprengt. Die Batterie wurde angelegt, um eine ältere Stellung zu ersetzen, welche während des Ersten Weltkriegs dort errichtet worden war. Die alte Stellung trug den Namen Havsbandslinjen. Das militärisch genutzte Gebiet liegt zum einen Teil auf Arholma und zum anderen Teil auf der nahe gelegenen Insel Övanskär.
Die Stellung war ein Teil von drei Batterien mit 10,5-Zentimeter-Geschützen in Stockholms Schärengarten. Erbaut wurden diese Ende der 1950er-Jahre. Jede Batterie hatte zwei Geschütze. Die Anlage auf Arholma war im Jahr 1968 fertiggestellt. Sie war die erste Stellung im Land, die als atombombensicher galt. Die Batterie auf Arholma wurde zu Beginn des 21. Jahrhunderts aufgegeben, doch sie ist samt einem Geschütz erhalten. Heute befindet sich dort ein Museum.

## Anreise
Nach Arholma gelangt man mit einer Passagierfähre, welche von Simpnäs auf Björkö ablegt. Diese verkehrt während des gesamten Jahres und mehrere Male pro Tag. Im Sommer fahren zusätzlich Boote von Stockholm und Norrtälje.